# 5146 Moiwa
Az 5146 Moiwa (ideiglenes jelöléssel 1992 BP) a Naprendszer kisbolygóövében található aszteroida. Ueda Szeidzsi és Kaneda Hirosi fedezte fel 1992. január 28-án.